# Hyacinth Egbebo
Hyacinth Oroko Egbebo MSPN (ur. 23 października 1955 w Ogriagbene) – nigeryjski duchowny katolicki Kościoła melchickiego, biskup, od 2009 wikariusz apostolski, a następnie biskup Bomadi.

## Życiorys

### Prezbiterat
Święcenia kapłańskie otrzymał 23 czerwca 1990. Należy do Stowarzyszenia misyjnego św. Pawła w Nigerii. Pracował głównie jako wychowawca niższego seminarium w Iperu-Remo. W 2001 wybrany generałem zakonu.

### Episkopat
Papież Benedykt XVI mianował go 23 listopada 2007 tytularnym biskupem Lacubazy i jednocześnie biskupem pomocniczym w wikariacie apostolskim Bomadi w Nigerii. Sakry biskupiej udzielił mu nuncjusz apostolski w Nigerii abp Renzo Fratini 2 lutego 2008. Współkonsekratorami byli wikariusz apostolski Bomadi bp Joseph Egerega oraz arcybiskup beniński Richard Anthony Burke SPMS.
Bp Egbebo zastąpił w 2009 swojego poprzednika bpa Josepha Egerega, zostając kolejnym wikariuszem apostolskim Bomadi. 21 września 2017 jego wikariat apostolski został podniesiony do rangi diecezji. Tym samym bp Egbebo został biskupem ordynariuszem Bomadi.
Z okazji V Dnia Solidarności z Kościołem Prześladowanym Hyacinth Oroko Egbebo gościł w Polsce (odwiedził m.in. Częstochowę, Kraków, Toruń oraz Poznań) zwracając uwagę na prześladowania kościoła katolickiego w Nigerii głównie ze strony islamskiej terrorystycznej organizacji Boko Haram, która od 2010 roku nieprzerwanie dokonuje brutalnych ataków na chrześcijan. Jako szczególne ataki zostało przytoczonych ponad 60 zamachów bombowych na kościoły w Nigerii oraz zabijanie dzieci podczas lekcji. Podkreślił też, że aż 70% ofiar śmiertelnych prześladowań chrześcijan na świecie stanowią Nigeryjczycy. 9 listopada uczestniczył w Apelu Jasnogórskim, gdzie prosił o szczególną modlitwę w intencji chrześcijan w Nigerii.